# 벌원초등학교
벌원초등학교는 대한민국 경기도 광주시에 있는 공립 초등학교이다.

## 학교 연혁
- 2011. 09. 01 초등 11학급, 유치원 1학급 개교
- 2011. 09. 01 초대 박대성 교장 취임
- 2012. 02. 16 제1회 졸업장 수여식(27명)
- 2013. 03. 01 초등 19(특수1)학급, 유치원 3학급 편성
- 2013. 09. 01 제2대 고봉희 교장 취임
- 2014. 02. 14 제3회 졸업장 수여식(72명)
- 2014. 03. 01 초등 21(특수1)학급, 유치원 3학급 편성
- 2015. 02. 13 제4회 졸업장 수여식(58명)
- 2016. 02. 13 제5회 졸업장 수여식(75명) (누계 283명)
- 2016. 03. 01 초등 23학급(특수 1), 유치원 3학급 편성
- 2016. 03. 01 제3대 신 조 교장 취임

## 참고 자료
- 벌원초등학교 - 한국교육학술정보원 학교알리미